# La Vall de Boí
La Vall de Boí è un comune spagnolo di 869 abitanti situato nella comunità autonoma della Catalogna.
Questo comune ospita le chiese romaniche catalane della Vall de Boí, nominate patrimonio dell'umanità dall'UNESCO nel 2000.

## Monumenti e luoghi d'interesse

### Architetture religiose
- Chiesa di Santa Eulalia d'Erill-la-Vall

## Amministrazione

### Gemellaggi
- Montanera (CN)